# Дідій Юліан
Дідій Юліан (повне ім'я — Марк Дідій Сальвій Юліан Север, лат. Marcus Didius Salvius Iulianus Severus), 30 січня 133, Медіолан — 1 червня 193, Рим) — римський імператор (28 березня — 1 червня 193). Дідій Юліан правив 66 днів. Належав до сенаторського стану. При Антонінах зробив кар'єру військового і політика: керував низкою провінцій, здобув перемоги в прикордонних війнах з германцями. Після того, як преторіанці вбили імператора Пертінакса (березень 193 року), Дідій Юліан фактично купив у них владу над імперією під час аукціону. Однак у нього не було міцної опори. Проти Юліана повстали намісники провінцій — Песценній Нігер на Сході, Септимій Север у Паннонії, Клодій Альбін у Британії. Сенат визнав імператором Севера, а Юліан був убитий.

## Біографія

### Походження
Про предків Дідія Юліана відомо не дуже багато, причому вся інформація на цю тему перегукується з одним джерелом — «Історією Августів». Дідії належали до галльського племені інсубрів, що жив в Транспаданській Галлії, навколо Медіолану, і отримав римське громадянство в 49 році до н. е. Його батька звали Петроній Дідій Север, і, можливо, саме він згадується в одному латинському написі (CIL VI 2010a 24). Матір'ю імператора була Клара Емілія, що походила з Африки, з Гадруметської колонії. Втім, в історіографії існує думка, що африканське коріння Дідія Юліана — вигадка, метою якої було скомпрометувати пам'ять про імператора; в дійсності Клара Емілія могла бути пов'язана народженням з тією ж Транспаданією (точніше — з містом Бріксія) і з римською аристократією.
Елій Спартіан стверджує, що прадідом Дідія Юліана був Публій Салвій Юліан, двічі консул, префект Рима і видатний юрист. Однак дослідники констатують, що між двома Юліанами швидше одне покоління, ніж три, і Сальвій Юліан міг бути Дідію Юліану рідним дядьком по материнській лінії. Існує гіпотеза, згідно з якою Спартіан сплутав Сальвія Юліана з іншим видатним політиком, теж двічі консулом, який займав посаду префекта. Це Луцій Катілій Север Юліан Клавдій Регін, прадід імператора Марка Аврелія по материнській лінії. В цьому випадку Дідій Юліан був Марку досить близьким родичем — троюрідним братом, що пояснює деякі особливості його кар'єри.
Загалом джерела називають Дідія Юліана людиною знатною або навіть «дуже знатною», тим самим маючи на увазі головним чином його предків по материнській лінії.
У Дідія Юліана було двоє братів: Дідій Прокул і Нуммі Альбін. Різноманітність імен може бути пов'язана з тим, що Нуммі віддали на усиновлення в іншу сім'ю; про долю Альбіна і Прокула нічого не відомо.

## Ранні роки і кар'єра
З повідомлення Діона Кассія можна дізнатися про те, що Дідій Юліан прожив шістдесят років, чотири місяці і чотири дні, дослідники визначили, що майбутній імператор народився 29 січня 133 року. Його дитинство і юність, згідно з Елієм Спартіаном, пройшли в будинку Доміції Луцілли, матері імператора Марка Аврелія (останній вже в 139 році був усиновлений Антоніном Пієм і став одним з двох офіційних спадкоємців його влади). З точки зору хронології це звучить правдоподібно. Такий зв'язок Юліана з імператорською сім'єю — аргумент на користь існування якоїсь спорідненості.
Заступництво Доміції Луцілли дуже допомогло Дідію в його кар'єрі. Провівши близько 151 року вігінтівірат (колегію двадцяти) і близько 153 року військовий трибунат (останній згадується тільки в одному написі), він отримав посаду квестора перш ніж досяг необхідного віку, тобто, до 158 року, ще за життя Антоніна Пія. Одна з імовірних датувань — 156 рік. Потім Дідій Юліан був едилом (не раніше 161 року) і претором (не раніше 162 року). На той час імператором став Марк Аврелій, «клопотанням» якого, за словами Елія Спартіан, Дідій був зобов'язаний цими магістратурами. У наступні роки Юліан був легатом з повноваженнями проконсула в Ахаї (близько 165 року) і Африці (близько 167/168 року). Далі він деякий час командував XXII легіоном Фортуни Першонародженої, що стояв в Могунтіаці на Рейні і прикривав центральну частину лімесу від германських військових (втім, існує припущення, що в цьому пункті біограф сплутав Дідія Юліана з Сальвієм Юліаном).
Три роки Дідій Юліан був намісником Белгіки. На цій посаді він добре проявив себе як полководець: відбив набіг германського племені хавків з-за Рейну і розбив хаттів. Це сталося приблизно в 170 році. За перемоги Марк Аврелій удостоїв Дідія консулатом на 175 рік, причому іншим консулом цього року став Публій Гельвій Пертінакс, ще один майбутній імператор. Пізніше Дідій став намісником Далмації, де йому знову довелося вести бойові дії. За однією версією, це були варварські народи, поселені Марком Аврелієм в Мезії, які сприйняли ситуацію, що склалася під час Другої Маркоманської війни, зручною для набігів; за іншою, мова повинна йти про розбійницькі банди, що розрослися в умовах війни, які переходили з однієї провінції в іншу.
У Далмації Дідій Юліан перебував приблизно в 176 або 178/179 році. У 181 або 182 році новий імператор, Коммод, призначив його намісником Нижньої Германії, де він став наступником Сальвія Юліана. Потім Дідія перевели до Італії і там він отримав «піклування про державні видачі» (curia alimentorum). Під час перебування в столиці, він був замішаний в придворних інтригах і, зокрема, був залучений в змову Луцилли, сестри імператора. Остання була заслана, а всіх інших змовників стратили; в числі загиблих був і Сальвій Юліан, тоді як Дідій Юліан відбувся посиланням в рідне місто — Медіолан. Не пізніше, ніж за два-три роки його кар'єра відновилася: він став намісником Віфінії і Понта, а потім — вдруге проконсулом Африки (до нього цією провінцією керував Пертінакс). Друге намісництво датують приблизно 189 або 190 роком. Перебуваючи в Африці, Дідій Юліан виправдав звинуваченого в перелюбстві Луція Септимія Севера, ще одного майбутнього імператора.

## Прихід до влади і загибель

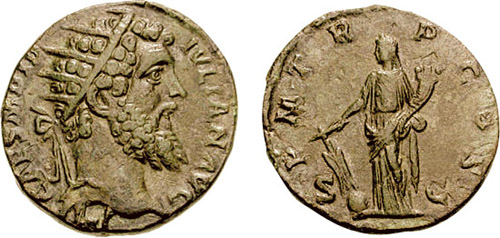
Дупондій Дідія Юліана, на звороті богиня Фортуна.

На початку 190-х років в Римській імперії почалась глибока політична криза. Коммод налаштував проти себе вищі верстви суспільства репресіями та екстравагантною поведінкою, а після 31 грудня 192 року він був убитий змовниками. Вищу владу отримав Публій Гельвій Пертінакс, але і він виявився непопулярним правителем. Всього через 87 днів його вбили преторіанці. У Римі запанувало безвладдя: гвардійці, зачинившись в своєму таборі, пообіцяли «віддати владу тому, хто дасть більше грошей, і за допомогою зброї безперешкодно провести його в імператорський палац».
На той момент, 28 березня 193 року, Дідій Юліан жив у Римі як приватна особа. Під час одного бенкету співтрапезники (імовірно серед них були преторіанські трибуни Векцій Апер і Публіцій Флоріан) переконали його запропонувати гвардії свою кандидатуру. Дідій попрямував до преторіанського табору; там вже перебував його опонент, тесть Пертінакса Тіт Флавій Сульпіціан, що вів промову перед солдатами. Відбувся повноцінний аукціон. Сульпіціан запропонував за владу для себе 5000 драхм (20000 сестерціїв) кожному преторіанцю. Однак Дідій Юліан запропонував 6250 драхм (25000 сестерціїв), і таким чином виграв аукціон. Ця ціна не була перекрита. З іншого боку, вони боялись, що Сульпіціан може їм відомстити за зятя. Преторіанці проголосили його імператором, а сенат затвердив їх рішення на користь Дідія. Преторіанці провели нового правителя до тіла Пертінакса. Таким чином, уперше в історії Риму імператорський титул було продано за гроші. І саме так Дідій Юліан став двадцятим римським імператором.
Народ і знать дуже сильно не любили імператора. Всі вони чекали загибелі Дідія Юліана і проклинали його. По всій імперії почали укладати союзи проти нього. Тому Дідій Юліан став уживати заходи для захисту міста — будувати захисні споруди, мури. Але ненависть до імператора дійшла до такого рівня, що відразу в 3 країнах під проводом 3 полководців — Септимія Севера, Клодія Альбіна і Песценнія Нігера почались повстання проти нього. Однак саме Септимій Север відзначився в цьому. Коли його військо підходило до Риму, Дідій Юліан і його соратники почали непокоїтися. Спочатку преторіанці також були за правителя. Дідій Юліан не зумів розплатитися з преторіанцями, та змушував їх брати участь у будівельних роботах. Ймовірно, саме тому, коли війська одного з претендентів, Септімія Севера, підійшли до Риму, він не знайшов собі захисників у їхніх рядах. Імператор намагався піти на переговори з лідерами повстань, але марно. З величезними зусиллями він зумів зібрати гроші для преторіанців (30 000 сестерціїв на кожного солдата), але це не вплинуло на їхній бойовий дух. Спочатку він оголошує Севера ворогом держави. Зрештою, коли Септимій Север дійшов до Рима, він запропонував преторіанцям угоду. Він пробачить їм вбивство Пертинакса, якщо вони видадуть йому Дідія Юліана. Преторіанці заявили в Сенаті, що не будуть підтримувати імператора. Ніякі заходи імператора не допомогли і Дідій Юліан був позбавлений влади сенатом та засуджений до страти. Самі ж сенатори запропонували Септимію Северу імператорський сан. Після цього сенатори послали озброєних людей вбити Дідія Юліана. Він утікає у свій палац із вірною охороною, однак 1 червня 193 року гине від руки вбивці (виконавця вироку), посланого сенатом. Цим і закінчилося 66-денне правління Дідія Юліана.
Його тіло віддали вдові та дочці Дідії Кларі, які поховали його у сімейній могилі на Віа Лабікана.

## Сім'я
В кінці 150-х або на початку 160-х років Дідій Юліан одружився з Манлією Скантілою. Про походження цієї матрони нічого не відомо; можливо, вона мала якесь відношення до стародавнього патриціанського роду Манліїв. У Дідія Юліана народилися дві дочки, Дідія Клара і ще одна, чиє ім'я невідоме. Старша дочка стала дружиною Корнелія Репентіна, і, можливо, вже в кінці 170-х років у Юліана з'явилися онуки, про жодного з яких, щоправда, не повідомляють джерела.

## Додаткова література
1. Chausson F., Rossignol B. La carriere de Didius Julianus: Rhin et Belgigue // Occidents romains. — Paris, 2009. — С. 301—324. — ISBN 978-2-87772-411-1.
2. Wotawa A. Didius 8 // Paulys Realencyclopädie der classischen Altertumswissenschaft. — 1903. — Bd. V, 1. — Kol. 412—424. (Паулі-Віссова)